# Ismail Marzuki
Ismail Marzuki (ur. 11 maja 1914 w Batavii, zm. 25 maja 1958 w Dżakarcie) – indonezyjski muzyk, kompozytor i poeta.
W 1931 r. napisał swój pierwszy utwór muzyczny: O Sarinah. Wśród jego twórczości można wymienić: Rayuan Pulau Kelapa (1944), Gugur Bunga (1945), Halo-Halo Bandung (1946), Sepasang Mata Bole (1946), Melati di Tapal Batas (1947).
Pośmiertnie, w 2004 r., został uhonorowany tytułem Bohatera Narodowego Indonezji.